# ناوچه مکو ۱۴۰
| ناوچه مکو ۱۴۰                                                                                 | ناوچه مکو ۱۴۰                                                                     |
| --------------------------------------------------------------------------------------------- | --------------------------------------------------------------------------------- |
| ناوچه آرا رابینسون (P - ۴۵) (که توسط نیروی دریایی آرژانتین به عنوان «ناوچه سبک» طبقه‌بندی شده) |                                                                                   |
| اطلاعات کلی                                                                                   |                                                                                   |
| نوع کشتی                                                                                      | ناوچه یا ناوچه سبک                                                                |
| کلاس                                                                                          | Espora                                                                            |
| کشور سازنده                                                                                   | آرژانتین                                                                          |
| ساخت کارخانه                                                                                  | کشتی سازی ریو سانتیاگو                                                            |
| تاریخ سفارش                                                                                   | نیروی دریایی آرژانتین                                                             |
| ورود به ناوگان                                                                                | ۱۹۸۵                                                                              |
| مشخصات                                                                                        |                                                                                   |
| طول کشتی                                                                                      | ۹۱٫۲ متر                                                                          |
| پهنای بدنه                                                                                    | ۱۱٫۱ متر                                                                          |
| نوع موتور                                                                                     | ۲ موتور دیزلی ۲۰۴۰۰ اسب بخار (۱۵۲۰۰ کیلووات) ۲ شافت/ملخی                          |
| تعداد خدمه                                                                                    | ۱۰۰ نفر                                                                           |
| سرعت                                                                                          | ۲۷ گره دریایی(۵۰km/h)                                                             |
| برد عملیاتی                                                                                   | ۴٬۰۰۰ مایل دریایی (۷۰۰۰ کیلومتر) در سرعت ۱۸ گره دریایی (۳۳kw/h)                   |
| جنگ‌افزارها                                                                                    |                                                                                   |
| توپخانه                                                                                       | ۴ موشک ضدکشتی اگزوست ۱ توپ ۷۶ میلیمتری دو منظوره ۲ مسلسل کالیبر ۵۰. ۶×۳۲۴ mm اژدر |
| توپخانه ضدهوایی                                                                               | ۴ توپ ۴۰ میلیمتری ضدهوایی                                                         |
| هواگردهای قابل حمل                                                                            | یک بالگرد                                                                         |
| سرنوشت                                                                                        |                                                                                   |

ناوچه مکو ۱۴۰ (به انگلیسی: MEKO ۱۴۰) از خانواده ناوچه‌های مکو است که توسط شرکتی آلمانی بوهم+فوس طراحی شده است.

## طراحی
مکو مفهوم و نوعی از کشتی سازی نیروی دریایی است که براساس آن قسمت‌های مختلف جنگ‌افزار، الکترونیک و سایر تجهیزات با هدف سهولت در تعمیر و نگهداری و کاهش هزینه طراحی شده‌اند. شناورها از کلاس‌های مشابه می‌توانند بنا به درخواست سفارش دهنده از سیستمهای مختلف سلاحهای جنگی استفاده کنند.
مکو ۱۴۰ در اواخر دهه ۱۹۷۰ طراحی شده و توسط نیروی دریایی آرژانتین برای تکمیل (متمم بودن) ناوچه‌های سبک مکو ۳۶۰ انتخاب شده و مورد استفاده قرار می‌گیرد.

## انواع
۶ شناور نوع مکو ۱۴۰ای۱۶ در کشتی سازی ریو سانتیاگو آرژانتین (AFNE) در نزدیکی شهر لاپلاتا برای نیروی دریایی آرژانتین ساخته شده است. آنها به صورت محلی به عنوان کلاس Espora نامیده می‌شوند و در حال حاضر در خدمت ناوگان دریاهای آزاد (Flota de Mar) آرژانتین هستند.
اگرچه شناورهای این مدل توسط طراحان آن ناوچه در نظر گرفته شده، ولی در آرژانتین شناورهای کلاس Espora به عنوان ناوچه سبک طبقه‌بندی شده‌اند.